# Cneoranidea wuyiensis
Cneoranidea wuyiensis es un coleóptero de la familia Chrysomelidae.
Fue descrita científicamente en 1998 por Yang & Wang in Wang & Wu.